# Zoran Pančić
Zoran Pančić (født 25. september 1953 i Novi Sad) er en jugoslavisk (serbisk) tidligere roer.

## Rokarriere
Pančić roede dobbeltsculler og deltog sammen med Darko Majstorović for Jugoslavien i denne båd ved Sommer-OL 1976 i Montreal, hvor de blev nummer ni.
Han roede derpå sammen med Milorad Stanulov i dobbeltsculler ved OL 1980 i Moskva, og efter en andenplads i det indledende heat vandt de deres opsamlingsheat og var dermed i finalen. Her var det østtyskerne Joachim Dreifke og Klaus Kröppelien, som havde besejret jugoslaverne i det indledende heat, der var hurtigst og fik guld, mens Pančić og Stanulov fik sølv og tjekkoslovakkerne Zdeněk Pecka og Václav Vochoska bronze. Ved OL 1984 i Los Angeles deltog Pančić og Stanulov igen i dobbeltsculleren, og her blev de sidst i deres indledende heat, men med en andenplads i opsamlingsheatet kom de i finalen. Her var det amerikanerne Bradley Lewis og Paul Enquist, der sikrede sig guldet, men belgierne Pierre-Marie Deloof og Dirk Crois fik sølv og Pančić og Stanulov bronze.

## OL-medaljer
- 1980:  Sølv i dobbeltsculler
- 1984:  Bronze i dobbeltsculler